# 1909 no futebol
A seguir, são apresentados os eventos de futebol do ano 1909 em todo o mundo.

## Eventos
- 3 de janeiro - Fundação do  Sport Club Penedense, na cidade de Penedo.
- Em fevereiro, realizou-se um jogo que seria considerado o maior acontecimento desportivo da década em Portugal, opondo uma equipa de Lisboa - que contava com oito jogadores do Benfica e três do Sporting - aos ingleses do Carcavelos. Vitória dos portugueses por 4-1.
- 2 de fevereiro - Fundação do  Fayal Sport Clube, clube mais antigo dos Açores e o quinto em Portugal, na cidade da Horta.
- 3 de fevereiro - Fundação do  Sport Club Guarany, na cidade de Rosário do Sul.
- 22 de março - Fundação do  Club Sol de América, na cidade de Assunção.
- 4 de abril - Fundação do  Sport Club Internacional, na cidade de Porto Alegre.
- 15 de abril - Fundação do  KS Skënderbeu Korçë, na cidade de Korçë.
- 1º de maio - Fundação do  SK Sturm Graz, na cidade de Graz.
- 13 de maio - Fundação do  Torre Sport Club, na cidade de Recife.
- 17 de maio - Fundação do  Paulista Futebol Clube, na cidade de Jundiaí.
- 24 de maio - Fundação do  Dundee United Football Club, na cidade de Dundee.
- 30 de maio - Botafogo 24 x 0 Mangueira - Maior goleada da história do futebol brasileiro .
- 6 de junho - Fundação do  Resende Futebol Clube, na cidade de Resende.
- 15 de junho -  Fundação do  Centro Sportivo do Peres, na cidade de Recife.
- 24 de junho - Fundação da  Corporación Deportiva Everton de Viña del Mar, na cidade de Viña del Mar.
- 27 de junho - Fundação do  Athletic Club, na cidade de São João Del Rei.
- 1º de julho - Fundação do  FV Motor Eberswalde, na cidade de Eberswalde.
- 18 de julho - Ocorre o primeiro clássico Grenal, considerado um dos clássicos de maior rivalidade entre clubes no Brasil: vitória do  Grêmio por 10x0 sobre o  Internacional.
- 3 de agosto - Fundação do  Hungria Budapest Honvéd Football Club, na cidade de Budapeste.
- 8 de agosto - O  Esporte Clube Vitória conquista seu primeiro bicampeonato baiano.
- 3 de outubro - Fundação do  Bologna Football Club 1909, na cidade de Bolonha.
- 8 de outubro - Fundação do  Unió Esportiva Sant Andreu, na cidade de Barcelona.
- 12 de outubro - Fundação do  Coritiba Foot Ball Club, na cidade de Curitiba.[1]
- 17 de outubro - Fundação do  Club Sportivo Sergipe, na cidade de Aracaju[2]
- 16 de novembro - Fundação do  FC Eindhoven, na cidade de Eindhoven.[3]
- 23 de novembro - Fundação do  Club de Futbol Reus Deportiu, na cidade de Reus.[4]
- 19 de dezembro - Fundação do  Borussia Dortmund, na cidade de Dortmund.[5]

## Torneios internacionais
- British Home Championship, no  Reino Unido: 
  - Campeão:  Inglaterra
  - Vice:  País de Gales

## Campeões nacionais
- Argentina - Alumni
- Bélgica - Union
- Alemanha - Phönix Karlsruhe
- Escócia - Celtic
- Espanha - Madrid
- Grécia - Podosferikos
- Hungria - Ferencvárosi
- Inglaterra - Newcastle United
- Irlanda - Linfield
- Itália - Pro Vercelli
- México - Reforma
- Noruega - Lyn
- Paraguai - Nacional
- Roménia - Olympia Bucureşti
- Suécia - Örgryte IS
- Suíça  - Young Boys
- Turquia - Galatasaray
- Uruguai - Montevideo Wanderers

## Campeões regionais (Brasil)
- Bahia - Vitória
- Rio de Janeiro - Fluminense
- São Paulo - Associação Atlética das Palmeiras